# Дехоти, Абдусалом Пирмухаммад-заде
Абдусалом Дехоти (тадж. Абдусалом Деҳотӣ; 14 марта 1911 — 30 января 1962) — таджикский и советский писатель, поэт.

## Биография
Абдусалом Дехоти родился 14 марта 1911 года в семье ремесленника недалеко от Самарканда.
Умер 30 января 1962 года в Душанбе, похоронен на Центральном кладбище.

## Творчество
Первые произведения Дехоти были опубликованы в 1929 году. В 1932—1934 вышли его поэтические сборники «Песни труда» (Таронаи мехнат), «Плоды Октября» (Меваи Октябрь), а также поэма «Три вида» (Манзараҳои сегона). Во второй половине 1930-х годов в соавторстве с Мирзо Турсун-заде он написал драмы в стихах «Хосров и Ширин» и «Восстание Восе» (Шуриши Воса). В 1940 вышел очередной сборник Дехоти «Стихи и рассказы» (Шеър ва ҳикояҳо). Его новый сборник «Избранные стихи» (Шеърҳои мунтахаб), объединяющий произведения военной тематики, увидел свет в 1945 году. После войны Дехоти продолжал активно писать стихи разной тематики, в том числе для детей. Ряд его стихов был положен на музыку. Для театров Таджикской ССР им был написан ряд драматургических произведений: «Повесть о Тарифходжаеве» (Қиссаи Таърифхўҷаев, в соавторстве), «Свет в горах» (Нур дар кухистон), «Комде и Модан». Также Дехоти известен публикациями таджикского фольклора.

## Награды
- 2 ордена Трудового Красного Знамени (в том числе 24.04.1957)
- 2 ордена «Знак Почёта» (31.01.1939; 23.10.1954)